# Bernhard Meretyn
Bernhard Meretyn (auch Merderer, Merettini, Meretynych; * im 17. Jahrhundert; † 1759) war ein Lemberger Architekt. Er war wahrscheinlich deutscher Abstammung und gilt als Wegbereiter des Rokokostils im Königreich Polen. In Lemberg war er seit 1738 tätig.
Es fehlen sichere Angaben über seine Tätigkeit vor der Ankunft in Lemberg.
Sein Mitarbeiter war der polnische Architekt aus Zamość, Marcin Urbanik. Sie beide haben sich nicht zur Lemberger Baumeistergilde eingeschrieben, was eine Ursache der Konflikte wurde.
Zuerst waren sie unter der Schirmherrschaft des Lemberger Stadtrates Carlo Garani tätig, dann hat sie der Starost von Kaniów, Nikolaus Basilius Potocki mit den Vorhaben in Horodenka und Buczacz beauftragt. Sie haben mit dem Lemberger Bildhauer Johann Georg Pinsel zusammengearbeitet. 1745 wurde Bernhard Meretyn zum Hofarchitekten des polnischen Königs August III. ernannt.
1742 war Meretyn mit dem Umbau der Lemberger Sankt-Agnes-Kirche und des Klosters der Beschuhten Karmelitinnen in Lemberg beschäftigt. Viele Entwürfe Meretyns wurden erst nach seinem Tode errichtet.

## Werke (Auswahl)

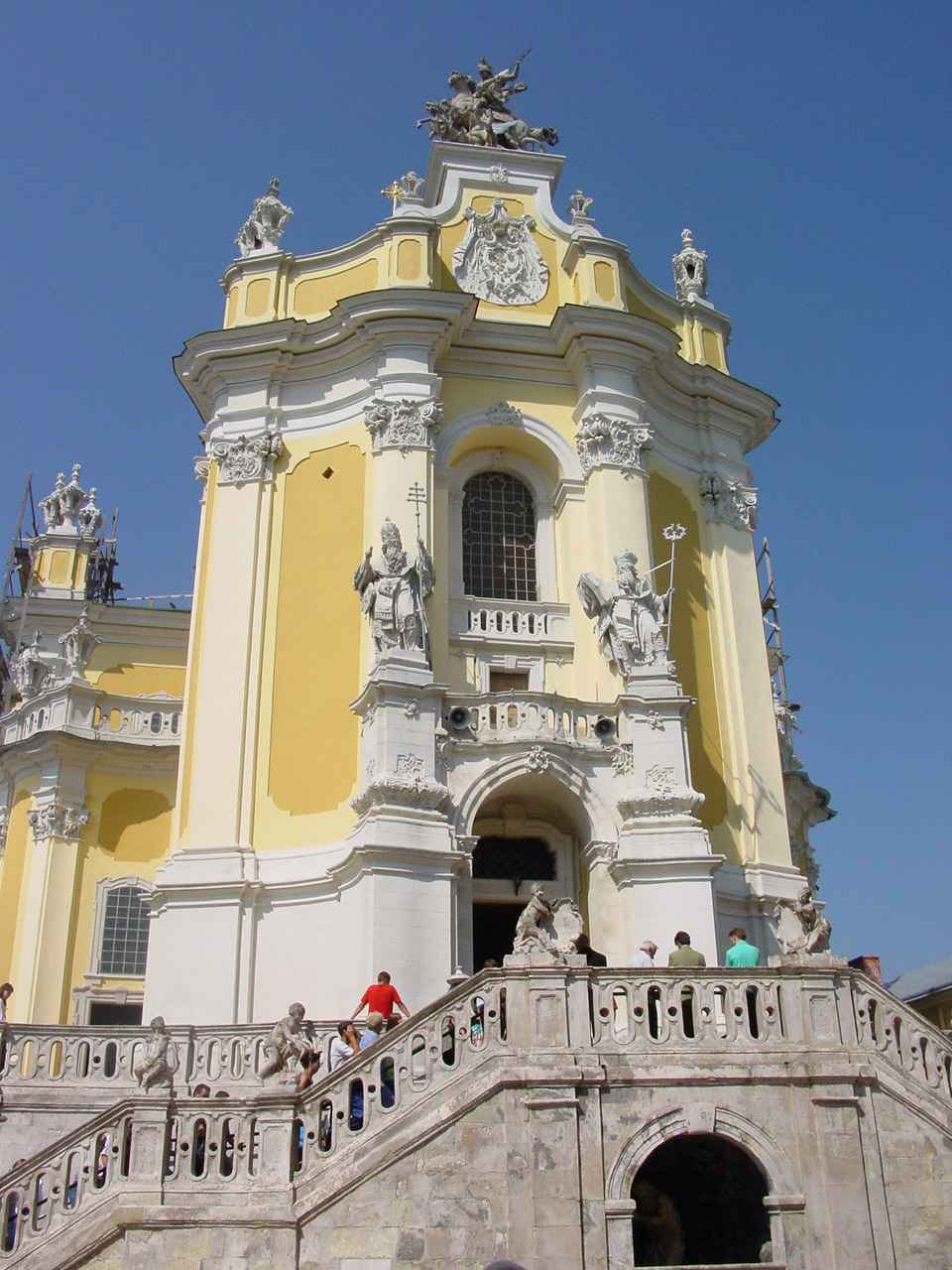
Sankt-Georgs-Kathedrale (Lemberg) (1746–1764)
- Rathaus in Butschatsch (1750–1751)
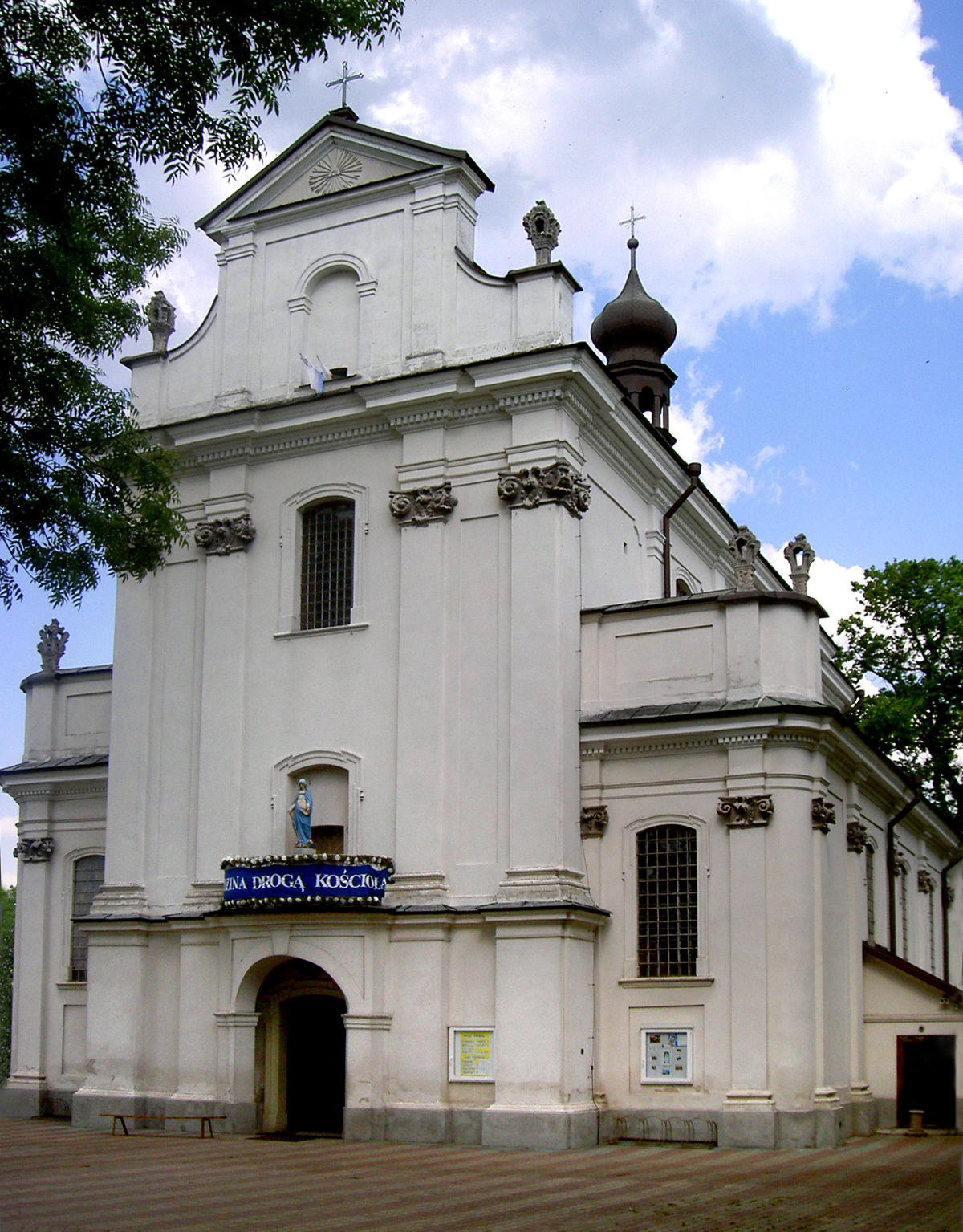
Verklärungskirche in Tarnogród (1750–1771)
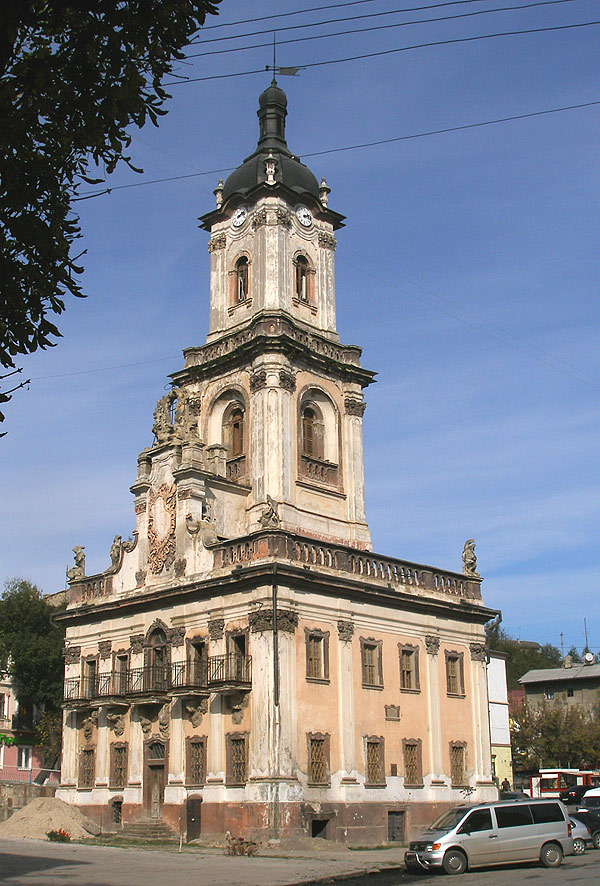
Rathaus in Butschatsch

- Kirche der Unbefleckten Empfängnis und Theatinerkloster in Horodenka (1743–1766)
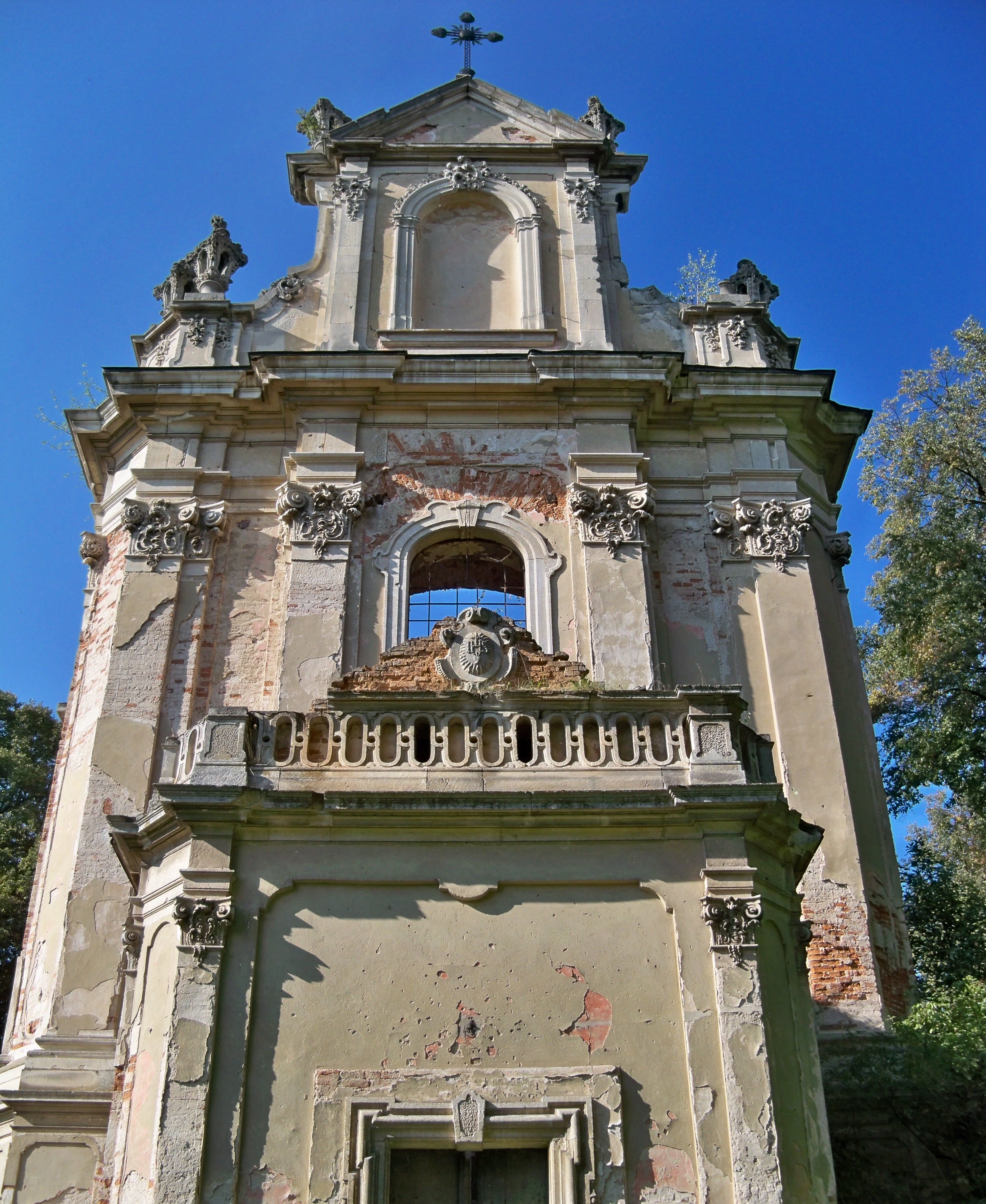
Allerheiligenkirche in Hodowica (1751–1758)
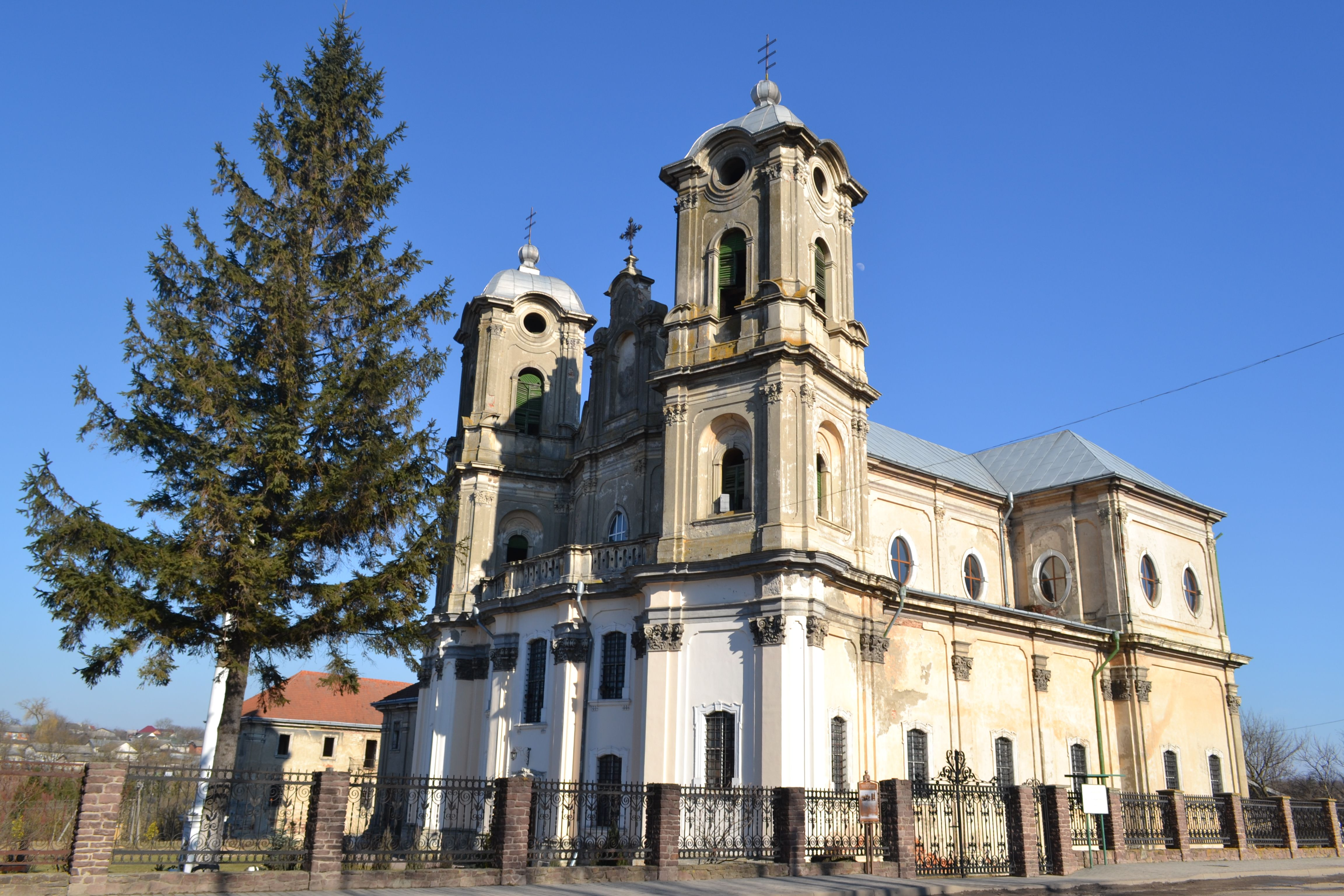
Kirche in Horodenka

- Mariä Himmelfahrtskirche in Nawaria (1739–1748)